# Saint-Victor-de-Réno

Saint-Victor-de-Réno este o comună în departamentul Orne, Franța. În 1 ianuarie 2018 avea o populație de 170 de locuitori.